# Zhambyl (tỉnh)
Zhambyl (Kazakhstan: Жамбыл облысы, Jambıl oblısı), là một tỉnh tọa lạc ở miền Nam nước cộng hòa Kazakhstan. Thủ phủ đồng thời là thành phố lớn nhất tỉnh là Taraz, với dân số là 335.100 dân, dân số toàn tỉnh đạt 1000,000 người. Zhambyl có chung đường biên giới phía Nam với các tỉnh Talas và Chuy của Kyrgyzstan, và rất gần Uzbekistan. Ngoài ra Zhambyl còn tiếp giáp với 3 tỉnh của Kazakhstan: Karagandy (phía bắc), tỉnh Nam Kazakhstan (phía tây) và Almaty (phía đông). Tổng diện tích là 144.200 km2. Tỉnh này giáp Hồ Balkhash ở phía đông bắc. Tên gọi của tỉnh được đặt dưới thời Liên bang Xô Viết theo tên của danh ca Jambyl Jabayev.

## Nhân khẩu
Theo thống kê ước đoán dân số năm 2010, toàn tỉnh có 1,2 triệu dân, trong đó người Kazakhstan chiếm 65%.

## Thành phố lớn
1. Taraz
2. Karatau
3. Shu

## Kinh tế
Ngành công nghiệp quan trọng ở Zhambyl là khai thác mỏ phosphat ở gần Karatau. Thung lũng sông Shu là nơi sản xuất nông nghiệp không chỉ quan trọng đối với tỉnh mà ca đất nước Kazakhstan, vì nơi đây có hệ thống tưới tiêu tốt nhất.
Hệ thống giao thông quan trọng ở đây dựa vào tuyến đường sắt đông - tây, từ Turksib chạy qua Taraz và Shu hướng tới Almaty, và đường bắc-nam Transkazakhstan, chạy về phía bắc từ Shu đến với Astana.

## Thư viện ảnh

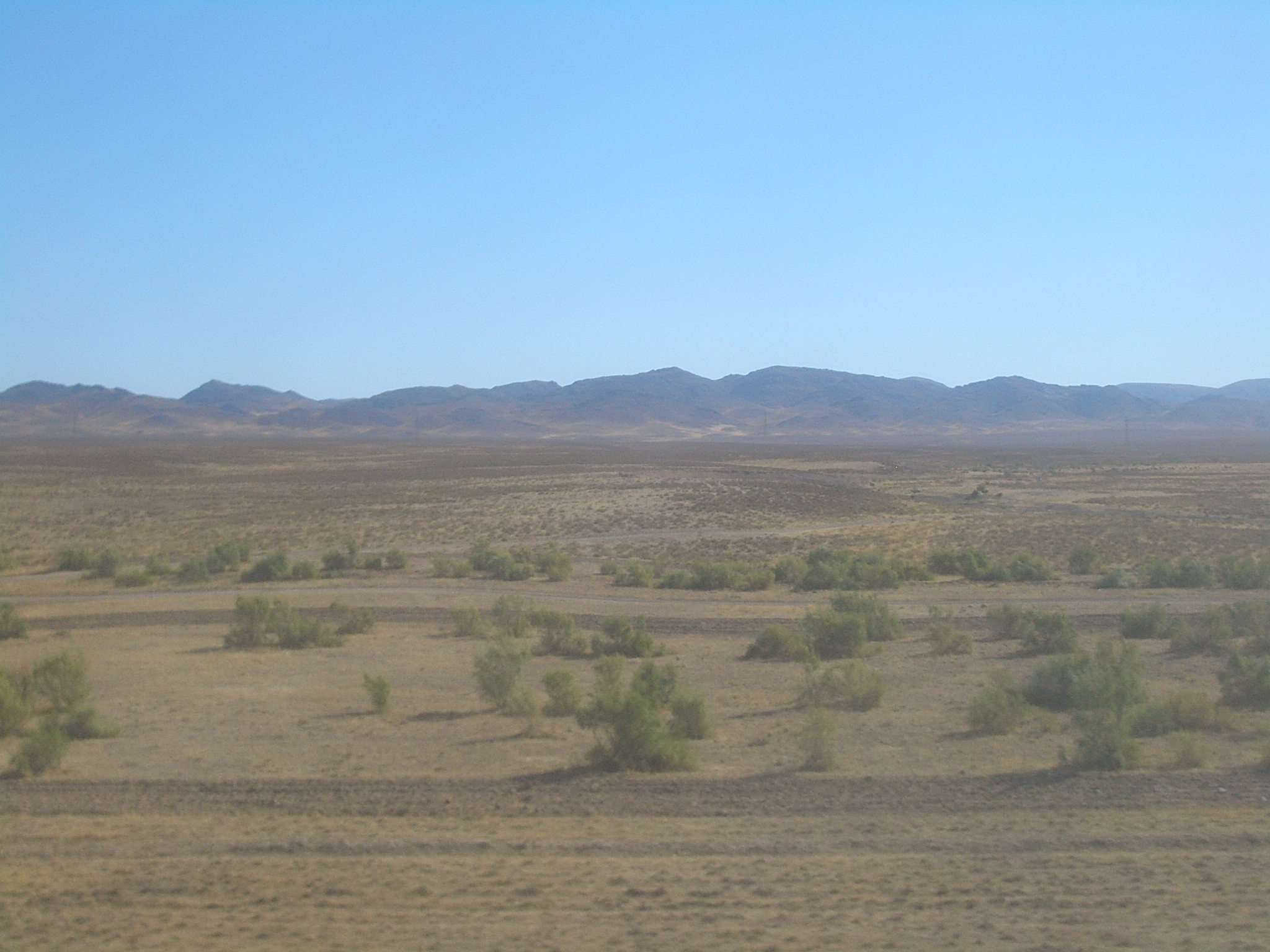
Ở phía bắc thảo nguyên của thành phố Shu.
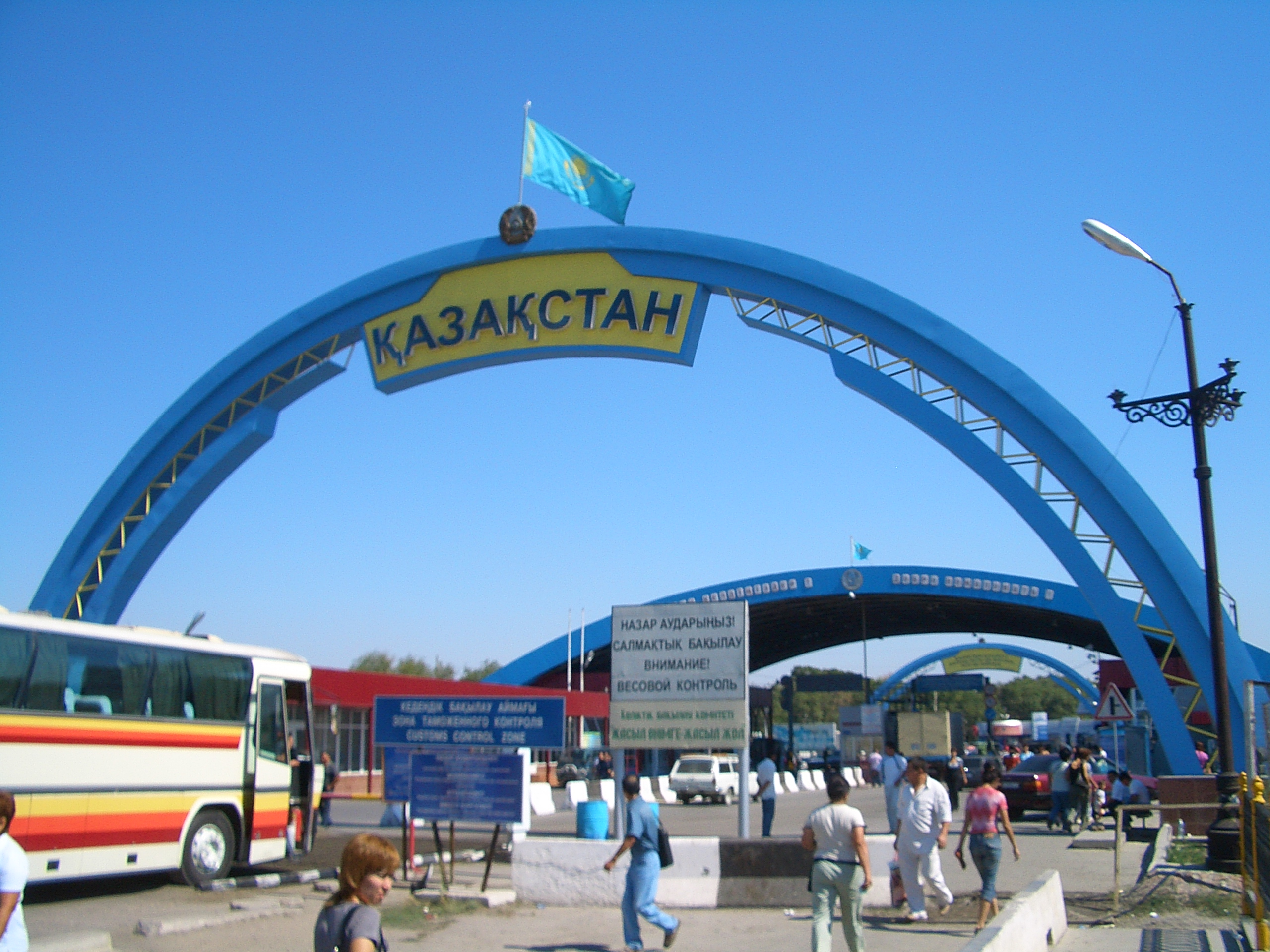
Entering Kazakhstan (and Jambyl Province) via Korday Bridge over the Chu

## Liên kết
- Official website